# Chikkathimmanahalli, Sira
Chikkathimmanahalli là một làng thuộc tehsil Sira, huyện Tumkur, bang Karnataka, Ấn Độ.